# Green Bay Packers 2019
La stagione 2019 dei Green Bay Packers è stata la 99ª della franchigia nella National Football League, la 101ª complessiva e la prima con Matt LaFleur come capo-allenatore. Dopo avere subito due stagioni perdenti consecutive per la prima volta dal 1990–91 e aver mancato i playoff per due stagioni consecutive per la prima volta dal 2005–06, i Packers fecero ritorno alla post-season per la prima volta dal 2016. Nel sedicesimo turno la squadra si aggiudicò matematicamente la vittoria della NFC North grazie al 23–10 sui Minnesota Vikings. Nell'ultimo turno una vittoria sui Detroit Lions permise alla squadra di saltare il primo turno di playoff e di battere tutte le avversarie della propria division per la prima volta dal 2011. Sempre dal 2011 i Packers ottennero il loro miglior record finale, 13-3. 
I Packers batterono i Seattle Seahawks 28–23 nel Divisional round del playoffs dopo di che fecero visita ai San Francisco 49ers numero 1 del tabellone della NFC nella finale di conference, dove furono battuti per 37–20.

## Scelte nel Draft 2019
| Scelte dei Packers nel Draft 2019 |        |                    |       |                   |
| Giro                              | Scelta | Giocatore          | Ruolo | College           |
| 1                                 | 12     | Rashan Gary        | OLB   | Michigan          |
| 1                                 | 21     | Darnell Savage Jr. | S     | Maryland          |
| 2                                 | 44     | Elgton Jenkins     | C     | Mississippi State |
| 3                                 | 75     | Jace Sternberger   | TE    | Texas A&M         |
| 5                                 | 150    | Kingsley Keke      | DE    | Texas A&M         |
| 6                                 | 185    | Ka'dar Hollman     | CB    | Toledo            |
| 6                                 | 194    | Dexter Williams    | RB    | Notre Dame        |
| 7                                 | 226    | Ty Summers         | LB    | TCU               |

## Staff
| Staff dei Green Bay Packers nel 2019 |
| --- |
| Organi dirigenziali - Comitato esecutivo: Green Bay Packers Board of Directors - Presidente/CEO: Mike Murphy - General manager: Brian Gutekunst Capo allenatore - Matt LaFleur Altri allenatori - Preparatore atletico – Chris Gizzi - Assistente p.a. – Mark Lovat - Assistente p.a. – Thadeus Jackson - Assistente p.a. – Grant Thorne Allenatori dell'attacco - Coordinatore offensivo – Nathaniel Hackett - Quarterback – Luke Getsy - Running back – Ben Sirmans - Wide receiver – Alvis Whitted - Tight end – Justin Outten - Offensive line – Adam Stenavich - Assistente offensive line – Luke Butkus - Assistente attacco – Jason Vrable - Controllo qualità attacco – Kevin Koger Allenatori della difesa - Coordinatore difensivo – Mike Pettine - Defensive line – Jerry Montgomery - Outside linebacker – Mike Smith - Inside linebacker – Kirk Olivadotti - Defensive back – Jason Simmons - Assistente defensive back – Ryan Downard - Controllo qualità difesa – Wendel Davis - Controllo qualità difesa – Christian Parker Allenatori dello special team - Coordinatore special team – Shawn Mennenga - Assistente special team – Maurice Drayton - Controllo qualità s.t. - Rayna Stewart |

## Roster
| Roster dei Green Bay Packers nel 2019 |
| --- |
| Quarterback - 8 Tim Boyle - 12 Aaron Rodgers Running Back - 33 Aaron Jones - 45 Danny Vitale FB - 22 Dexter Williams - 30 Jamaal Williams Wide Receiver - 17 Davante Adams - 81 Geronimo Allison - 11 Trevor Davis - 16 Jake Kumerow - 13 Allen Lazard - 10 Darrius Shepherd - 83 Marquez Valdes-Scantling Tight End - 80 Jimmy Graham - 89 Marcedes Lewis - 85 Robert Tonyan Offensive Linemen - 69 David Bakhtiari T - 75 Bryan Bulaga T - 74 Elgton Jenkins G - 70 Alex Light T - 63 Corey Linsley C - 61 Cole Madison C - 62 Lucas Patrick C - 65 Lane Taylor G - 77 Billy Turner G Defensive Linemen - 90 Montravius Adams DE - 98 Fadol Brown DE - 97 Kenny Clark NT - 96 Kingsley Keke DE - 95 Tyler Lancaster NT - 94 Dean Lowry DE Linebacker - 42 Oren Burks ILB - 51 Kyler Fackrell OLB - 52 Rashan Gary OLB - 93 B.J. Goodson ILB - 50 Blake Martinez ILB - 91 Preston Smith OLB - 55 Za'Darius Smith OLB - 44 Ty Summers ILB Defensive Back - 23 Jaire Alexander CB - 31 Adrian Amos SS - 28 Tony Brown CB - 24 Raven Greene SS - 29 Ka'dar Hollman CB - 37 Josh Jackson CB - 20 Kevin King CB - 25 Will Redmond FS - 26 Darnell Savage Jr. FS - 39 Chandon Sullivan CB - 38 Tramon Williams CB Special Team - 43 Hunter Bradley LS - 2 Mason Crosby K - 6 J.K. Scott P Lista delle riserve - 40 Curtis Bolton ILB (IR) - 35 Ibraheim Campbell SS (PUP) - 46 Malcolm Johnson FB (IR) - 57 Greg Roberts OLB (PUP) - 78 Jason Spriggs OT (IR) - 19 Equanimeous St. Brown WR (IR) - 87 Jace Sternberger TE (IR) Squadra di allenamento - 49 Evan Baylis TE - 32 Tra Carson RB - 48 Kabion Ento CB - 99 James Looney DE - 73 Yosh Nijman OT - 56 Randy Ramsey OLB - 58 Brady Sheldon ILB - 86 Malik Taylor WR - 18 Manny Wilkins QB 53 attivi, 7 inattivi, 9 nella squadra di allenamento |
| Legenda - I rookie sono in corsivo. - Il primo ruolo è il principale mentre gli eventuali successivi indicano i ruoli secondari. - (IR) sta per Injured Reserve ed indica la lista ristretta per un solo giocatore infortunato che può tornare ad allenarsi dopo la settimana 6 e a rientrare in prima squadra dopo che questa ha giocato 8 partite. - (NF-Inj.) / (NF-Ill.) stanno rispettivamente per Non-Football Injured e Non-Football Illness ed indicano le liste dove viene inserito un giocatore che ha un infortunio o una malattia non dipendente dal football americano. - (PUP) sta per Physically Unable to Perform ed indica la lista dove viene inserito un giocatore mentre è in attesa di recuperare la condizione fisica. Nella stagione regolare dopo la sesta partita giocata dalla propria squadra, il giocatore ha tempo tre settimane per riprendere ad allenarsi, più tre settimane aggiuntive dal suo rientro agli allenamenti per rientrare in prima squadra. |

## Calendario

### Prestagione
Gli avversari e il programma della prestagione dei Packers sono stati resi noti in primavera.
| Stagione regolare |       |           |                    |           |        |                     |     |         |
| Turno             | Data  | Ora       | Avversario         | Risultato | Record | Stadio              | TV  | Sintesi |
| 1                 | 08/08 | 7:00 p.m. | Houston Texans     | V 28-26   | 1-0    | Lambeau Field       |     | Recap   |
| 2                 | 15/08 | 6:30 p.m. | a Baltimore Ravens | S 13-26   | 1-1    | M&T Bank Stadium    |     | Recap   |
| 3                 | 22/08 | 7:00 p.m. | a Oakland Raiders  | S 21-22   | 1-2    | IG Field (Winnipeg) | TSN | Recap   |
| 4                 | 29/08 | 7:00 p.m. | Kansas City Chiefs | V 27-20   | 2-2    | Lambeau Field       |     | Recap   |

### Stagione regolare
Il 25 marzo la NFL rese noto che i Packers avrebbero iniziato il campionato giocando a Chicago contro i Bears nella partita inaugurale del 2019 giovedì 5 settembre. L'incontro iniziò alle 19.20 ora locale ed è stato trasmesso dalla NBC. Il programma completo è stato pubblicato il 17 aprile.
| Stagione regolare |                    |                    |                        |                    |                    |                            |                        |                    |
| Turno             | Data               | Ora                | Avversario             | Risultato          | Record             | Stadio                     | TV                     | Sintesi            |
| 1                 | 05/09              | 7:20 p.m.          | a Chicago Bears        | V 10-3             | 1-0                | Soldier Field              | NBC                    | Recap              |
| 2                 | 15/09              | 12:00 p.m.         | Minnesota Vikings      | V 21-16            | 2-0                | Lambeau Field              | Fox                    | Recap              |
| 3                 | 22/09              | 12:00 p.m.         | Denver Broncos         | V 27–16            | 3-0                | Lambeau Field              | Fox                    | Recap              |
| 4                 | 26/09              | 7:20 p.m.          | Philadelphia Eagles    | S 27–34            | 3-1                | Lambeau Field              | Fox/NFLN/ Amazon Prime | Recap              |
| 5                 | 06/10              | 3:25 p.m.          | a Dallas Cowboys       | V 34–24            | 4-1                | AT&T Stadium               | Fox                    | Recap              |
| 6                 | 14/10              | 7:20 p.m.          | Detroit Lions          | V 23–22            | 5-1                | Lambeau Field              | ESPN                   | Recap              |
| 7                 | 20/10              | 12:00 p.m.         | Oakland Raiders        | V 42–24            | 6-1                | Lambeau Field              | CBS                    | Recap              |
| 8                 | 27/10              | 7:20 p.m.          | a Kansas City Chiefs   | V 31–24            | 7-1                | Arrowhead Stadium          | NBC                    | Recap              |
| 9                 | 03/11              | 3:25 p.m.          | a Los Angeles Chargers | S 11–26            | 7-2                | Dignity Health Sports Park | CBS                    | Recap              |
| 10                | 10/11              | 12:00 p.m.         | Carolina Panthers      | V 24–16            | 8-2                | Lambeau Field              | Fox                    | Recap              |
| 11                | Settimana di pausa | Settimana di pausa | Settimana di pausa     | Settimana di pausa | Settimana di pausa | Settimana di pausa         | Settimana di pausa     | Settimana di pausa |
| 12                | 24/11              | 3:25 p.m.          | a San Francisco 49ers  | S 8–37             | 8-3                | Levi's Stadium             | Fox                    | Recap              |
| 13                | 01/12              | 12:00 p.m.         | a New York Giants      | V 31–13            | 9-3                | MetLife Stadium            | Fox                    | Recap              |
| 14                | 08/12              | 12:00 p.m.         | Washington Redskins    | V 20–15            | 10-3               | Lambeau Field              | Fox                    | Recap              |
| 15                | 15/12              | 12:00 p.m.         | Chicago Bears          | V 21–13            | 11-3               | Lambeau Field              | Fox                    | Recap              |
| 16                | 23/12              | 7:15 p.m.          | a Minnesota Vikings    | V 23–10            | 12-3               | U.S. Bank Stadium          | ESPN                   | Recap              |
| 17                | 29/12              | 12:00 p.m.         | a Detroit Lions        | V 23–20            | 13-3               | Ford Field                 | Fox                    | Recap              |

Note
- Gli avversari della propria division sono in grassetto.

### Playoff
| Playoff          |                                           |                                           |                                           |                                           |                                           |                                           |     |               |
| Turno            | Data                                      | Ora                                       | Avversario (seed)                         | Risultato                                 | Record                                    | Stadio                                    | TV  | NFL.com recap |
| Wild Card        | Qualificati direttamente al secondo turno | Qualificati direttamente al secondo turno | Qualificati direttamente al secondo turno | Qualificati direttamente al secondo turno | Qualificati direttamente al secondo turno | Qualificati direttamente al secondo turno |     |               |
| Divisional       | 12/1                                      | 5:40 p.m. CST                             | Seattle Seahawks (5)                      | V 28–23                                   | 1-0                                       | Lambeau Field                             | Fox | Recap         |
| NFC Championship | 19/1                                      | 5:40 p.m. CST                             | San Francisco 49ers (1)                   | S 20–37                                   | 1-1                                       | Levi's Stadium                            | Fox | Recap         |

## Classifiche

### Division
| NFC North           | NFC North | NFC North | NFC North | NFC North | NFC North | NFC North | NFC North | NFC North |
| vedi • disc. • mod. | V         | S         | P         | PCT       | DIV       | CONF      | PF        | PS        |
| ------------------- | --------- | --------- | --------- | --------- | --------- | --------- | --------- | --------- |
| Green Bay Packers   | 13        | 3         | 0         | .813      | 6-0       | 10-2      | 376       | 313       |
| Minnesota Vikings   | 10        | 6         | 0         | .625      | 2-4       | 7-5       | 407       | 303       |
| Chicago Bears       | 8         | 8         | 0         | .500      | 4-2       | 7-5       | 280       | 298       |
| Detroit Lions       | 3         | 12        | 1         | .219      | 0-6       | 2-9-1     | 341       | 423       |
|                     |           |           |           |           |           |           |           |           |
|                     |           |           |           |           |           |           |           |           |

### Conference
| National Football Conference           | National Football Conference | National Football Conference | National Football Conference | National Football Conference | National Football Conference | National Football Conference | National Football Conference | National Football Conference | National Football Conference | National Football Conference |
| Pos.                                   | Squadra                      | Division                     | V                            | S                            | P                            | PCT                          | DIV                          | CONF                         | SOS                          | SOV                          |
| Capolista di Division                  | Capolista di Division        | Capolista di Division        | Capolista di Division        | Capolista di Division        | Capolista di Division        | Capolista di Division        | Capolista di Division        | Capolista di Division        | Capolista di Division        | Capolista di Division        |
| -------------------------------------- | ---------------------------- | ---------------------------- | ---------------------------- | ---------------------------- | ---------------------------- | ---------------------------- | ---------------------------- | ---------------------------- | ---------------------------- | ---------------------------- |
| 1                                      | San Francisco 49ers          | West                         | 8                            | 0                            | 0                            | 1.000                        | 2-0                          | 5-0                          | .341                         | .341                         |
| 2                                      | New Orleans Saints           | South                        | 7                            | 1                            | 0                            | .875                         | 1-0                          | 5-1                          | .522                         | .508                         |
| 3                                      | Green Bay Packers            | North                        | 7                            | 2                            | 0                            | .778                         | 3-0                          | 4-1                          | .513                         | .517                         |
| 4                                      | Dallas Cowboys               | East                         | 5                            | 3                            | 0                            | .625                         | 4-0                          | 4-2                          | .377                         | .250                         |
| Wild Card                              |                              |                              |                              |                              |                              |                              |                              |                              |                              |                              |
| 5                                      | Minnesota Vikings            | West                         | 7                            | 2                            | 0                            | .778                         | 2-0                          | 4-1                          | .418                         | .307                         |
| 6                                      | Seattle Seahawks             | North                        | 6                            | 3                            | 0                            | .667                         | 1-2                          | 5-2                          | .422                         | .324                         |
| In corsa per i play-off                |                              |                              |                              |                              |                              |                              |                              |                              |                              |                              |
| 7                                      | Los Angeles Rams             | West                         | 5                            | 3                            | 0                            | .625                         | 0-2                          | 3-3                          | .492                         | .375                         |
| 8                                      | Carolina Panthers            | South                        | 5                            | 3                            | 0                            | .625                         | 1-1                          | 2-3                          | .507                         | .443                         |
| 9                                      | Philadelphia Eagles          | East                         | 5                            | 4                            | 0                            | .556                         | 1-1                          | 3-4                          | .447                         | .429                         |
| 10                                     | Detroit Lions                | North                        | 3                            | 4                            | 1                            | .438                         | 0-2                          | 2-2-1                        | .528                         | .407                         |
| 11                                     | Arizona Cardinals            | West                         | 3                            | 5                            | 1                            | .389                         | 0-2                          | 2-4-1                        | .534                         | .120                         |
| 12                                     | Chicago Bears                | North                        | 3                            | 5                            | 0                            | .375                         | 1-1                          | 2-3                          | .529                         | .370                         |
| 13                                     | Tampa Bay Buccaneers         | South                        | 2                            | 6                            | 0                            | .250                         | 1-2                          | 2-5                          | .642                         | .625                         |
| 14                                     | New York Giants              | East                         | 2                            | 7                            | 0                            | .222                         | 1-2                          | 2-5                          | .526                         | .176                         |
| 15                                     | Atlanta Falcons              | South                        | 1                            | 7                            | 0                            | .125                         | 0-0                          | 1-4                          | .593                         | .556                         |
| 16                                     | Washington Redskins          | East                         | 1                            | 8                            | 0                            | .111                         | 0-3                          | 0-6                          | .579                         | .125                         |
| Criteri di spareggio                   |                              |                              |                              |                              |                              |                              |                              |                              |                              |                              |
| 1.                                     |                              |                              |                              |                              |                              |                              |                              |                              |                              |                              |
| Legenda                                |                              |                              |                              |                              |                              |                              |                              |                              |                              |                              |
| w — wild card ottenuta                 |                              |                              |                              |                              |                              |                              |                              |                              |                              |                              |
| x — partecipazione ai playoff ottenuta |                              |                              |                              |                              |                              |                              |                              |                              |                              |                              |
| y — campioni di division               |                              |                              |                              |                              |                              |                              |                              |                              |                              |                              |
| z — salto del primo turno di play-off  |                              |                              |                              |                              |                              |                              |                              |                              |                              |                              |
| * — vantaggio del campo ottenuto       |                              |                              |                              |                              |                              |                              |                              |                              |                              |                              |

## Premi

### Premi settimanali e mensili
- Preston Smith:

difensore della NFC della settimana 3
- Aaron Jones:

giocatore offensivo della NFC della settimana 5
running back della settimana 5
giocatore offensivo della NFC della settimana 8
- Aaron Rodgers:

giocatore offensivo della NFC della settimana 7
quarterback della settimana 7
quarterback della settimana 8

## Leader della squadra
| Categoria              | Giocatore                     | Valore |
| ---------------------- | ----------------------------- | ------ |
| Yard passate           | Aaron Rodgers                 | 4002   |
| Touchdown passati      | Aaron Rodgers                 | 26     |
| Yard corse             | Aaron Jones                   | 1084   |
| Touchdown su corsa     | Aaron Jones                   | 16     |
| Ricezioni              | Davante Adams                 | 83     |
| Yard ricevute          | Davante Adams                 | 997    |
| Touchdown su ricezione | Davante Adams Jamaal Williams | 5      |
| Yard su rit. kickoff   | Tyler Ervin                   | 267    |
| Yard su rit. punt      | Tyler Ervin                   | 115    |
| Tackle                 | Blake Martinez                | 155    |
| Sack                   | Za'Darius Smith               | 13,5   |
| Intercetti             | Kevin King                    | 5      |